# Qualitätskorrigiertes Lebensjahr
Ein qualitätskorrigiertes Lebensjahr (englisch quality-adjusted life year oder QALY) ist eine Kennzahl für die Bewertung eines Lebensjahres unter Berücksichtigung der Gesundheit. Ein QALY von 1 bedeutet ein Jahr in vollständiger Gesundheit, oder zum Beispiel zwei Jahre bei halber Gesundheit. Ein QALY von 0 entspricht dem Versterben. QALYs bezeichnen also die mit einem Qualitätsfaktor gewichtete Dauer eines Gesundheitszustandes. In der gesundheitsökonomischen Evaluation wird das QALY als Nutzenmass in der Kosten-Nutzwert-Analyse verwendet. Bei dieser Methode werden Vor- und Nachteile einer Maßnahme in Einheiten einer kardinalen Nutzenfunktion gemessen und sollen so das mehrdimensionale Konzept der Gesundheit in einem Index abbilden. Sie ähnelt der Kosten-Nutzen-Analyse, unterscheidet sich aber von dieser dadurch, dass der Nutzen nicht in Geldeinheiten, sondern eben in Lebensqualität (und -dauer) gemessen wird.  Neben den QALYs wurden in der Kosten-Nutzwert-Analyse auch andere Nutzenkonzepte entwickelt, z. B. DALY (disability-adjusted life years) oder HYE (healthy-years equivalent).

## Entwicklung
Das QALY-Konzept wurde ursprünglich 1968 von Herbert Klarman für die gesundheitsökonomische Analyse bei chronischem Nierenversagen entwickelt. Das heutige QALY-Konzept wurde dann 1977 von Weinstein und Stason weiterentwickelt. An der Ausformulierung waren aber auch Fanshel und Bush (1970) sowie Zeckhauser und Shepard (1976) maßgeblich beteiligt. 2002 gewann Paul Dolan den Philip Leverhulme Prize für seine Beiträge zu Gesundheitsökonomie, insbesondere für seine Arbeiten zum QALY-Konzept.

## Ziel der QALYs
Ziel dieser Kennzahl der Versorgungsforschung ist es, das subjektive Gut Gesundheit in eine messbare Kennzahl zu überführen, um Kosten-Nutzwert-Analysen durchführen zu können. Im Gegensatz zu einfacheren Kosten-Kosten- oder Kosten-Effektivitäts-Analysen führt der QALY verschiedene Dimensionen von medizinischen Outputs zusammen und erlaubt so im Gegensatz zu den einfacheren Konzepten auch den Vergleich von Behandlungen über verschiedene Diagnosen hinweg (Interindikationsvergleich). Dadurch wird es theoretisch möglich, eine transparente Rationierungsentscheidung zu treffen: Eine medizinische Maßnahme wird bezahlt, solange sie eine Grenze von x EUR/QALY nicht überschreitet. Ein solcher Schwellenwert ist bisher nirgendwo explizit festgelegt worden, vielmehr wird mit Intervallen gearbeitet. Eine Schätzung geht davon aus, dass der Schwellenwert des englischen NICE (National Institute for Health and Care Excellence) zwischen 20.000 GBP und 30.000 GBP liegt. Allerdings werden auch immer wieder Maßnahmen bewilligt, deren Kosten je QALY deutlich über diesem Wert liegen.

## Konzeptualisierung
Im Kern des QALY-Modells werden die Aspekte Lebensquantität (vgl. Lebenserwartung) und Lebensqualität multiplikativ verknüpft, um einen QALY-Wert zu errechnen:
{\displaystyle QALY=T\cdot Q}.
Hier steht T für die Anzahl an Jahren und Q für die gesundheitsbezogene Lebensqualität (zunächst normiert von 0 bis 1). Man nehme an, dass eine Chemotherapie das Leben eines Patienten im Durchschnitt um zwei Monate (ungefähr 0,17 Lebensjahre) verlängern kann. Die Infusionen sind aber mit Nebenwirkungen verbunden und belasten den Patienten stark. Daher bewertet der Patient seine gesundheitsbezogene Lebensqualität während der Therapie mit 0,8. Dann entspricht dies einem QALY-Wert von {\displaystyle QALY=0{,}17\cdot 0{,}8=0{,}136}.
Eine kontrovers diskutierte Frage ist, ob QALYs diskontiert werden müssen. Eine Diskontierung bedeutet, dass der Nutzen einer Behandlung umso schwächer in die Rechnung eingeht, je weiter er in der Zukunft liegt. Die meisten Befürworter schlagen einen niedrigen einstelligen Zinssatz im Bereich von 3–5 % vor.

## Bestimmung der Kennzahl
Zur Errechnung der QALY werden also zwei Komponenten benötigt, die beide multiplikativ verknüpft werden: zum einen der Gewinn an Lebenszeit (z. B. in Jahren) und die gesundheitsbezogene Lebensqualität.

### Lebenslänge
Mit gezielten Studien kann meist zuverlässig gemessen werden, ob und inwieweit eine Maßnahme die Lebenszeit verlängern kann.

### Lebensqualität
Es wurden verschiedene Instrumente entwickelt, um die gesundheitsbezogene Lebensqualität zu erfassen.
Time-Trade-Off
Eine mögliche Herleitung des QALY ist durch den sogenannten Time-Trade-Off möglich: „Wie viele Jahre von meinem Leben bin ich bereit, abzugeben, wenn ich dafür stets ohne jedwede gesundheitliche Einschränkungen leben kann.“ Die verbleibenden Jahre entsprechen dem persönlichen QALY. Dabei wird der Befragte vor die Wahl zwischen einem Zustand mit eingeschränkter Lebensqualität – keiner spezifischen Diagnose – für den Rest seiner statistischen Lebenserwartung und einer Zeitspanne x in vollkommener Gesundheit und anschließendem Tod gestellt. Die Zeitspanne x wird so lange variiert, bis der Befragte zwischen beiden Zuständen indifferent ist.
Standard-Lotterie
Die Standard-Lotterie (standard gamble) versucht herauszufinden, welche Todeswahrscheinlichkeit man für eine vollständige Heilung in Kauf nehmen würde.  Noch präziser im Sinne der Erwartungsnutzentheorie ist die Frage, bei welcher Todeswahrscheinlichkeit p man indifferent ist zwischen einem Zustand mit eingeschränkter Lebensqualität über eine Zeitspanne t und einer Lotterie mit vollkommener Gesundheit über die Zeitspanne t und der Todeswahrscheinlichkeit p.
Ratingskalen
Eine Bewertungsskala besteht aus einer Linie mit eindeutig definierten Endpunkten, die den schlechtesten Gesundheitszustand (normalerweise den Tod) und den besten Gesundheitszustand beschreiben. Die befragte Person soll einen bestimmten Gesundheitszustand bewerten, indem sie einen Punkt auf der Linie angibt, der diesem Gesundheitszustand entspricht. Der EQ-5D beispielsweise ist ein Gesundheitsfragebogen, der die Lebensqualität eines Patienten in einer eindimensionalen Maßzahl von 1 (sehr gut) bis 0 (extrem niedrig) ausdrückt. Er liegt derzeit in ca. 70 Sprachen vor und ist der weltweit am häufigsten eingesetzte Fragebogen zur Messung der gesundheitsbezogenen Lebensqualität.
Der QALY ist ein extra-welfaristisches Konzept; es wird nur eine Maximierung innerhalb des Gesundheitswesens angestrebt. Ob ähnliche Effekte auch durch andere Maßnahmen zu geringeren Kosten erreicht werden können, wird nicht hinterfragt. Für eine solche Kosten-Nutzen-Analyse sind Konzepte entwickelt worden, die den gesundheitlichen Nutzen monetär bewerten. Die Ermittlung dieser Werte ist aber noch problematischer als die Ermittlung der QALYs, so dass sich diese Konzepte bisher nicht durchgesetzt haben.

## Kritik am QALY-Konzept
Das QALY-Konzept ist eine Annäherung zur einheitlichen Bewertung von Gesundheitsleistungen, bei der eine Ressourcenverwendung im Gesundheitssektor effizient dargestellt wird. Jedoch ist die Kennzahl nicht unumstritten, obwohl das Vergleichsproblem verschiedener Indikationen beseitigt ist. Es gibt zum einen methodische Argumente, die an den QALYs zweifeln lassen, und zum anderen auch ethische Meinungen, die das Konzept kritisieren. Dazu kommen kontextuelle und spezifisch krankheitsabhängige Überlegungen.
Zu den Annahmen des QALY-Modells zählen Risikoneutralität in Bezug auf die Lebensdauer, wechselseitige Nutzenunabhängigkeit und konstant proportionaler Trade-off. Wenn sich der Krankheitszustand im Verlauf ändert, gilt zudem die Annahme der additiven Unabhängigkeit der Krankheitszustände. Es gibt empirische Belege, dass die QALY-Annahmen verletzt werden.
Zu den methodischen Gegenargumenten gehört, dass die Verwendung unterschiedlicher Messinstrumente zur Bestimmung des Nutzwerts bzw. der QALYs zu unterschiedlichen Ergebnissen führt. Selbst bei einer einheitlichen Verwendung des Time-Trade-Off-Instruments ergeben verschiedene Studien äußerst unterschiedliche Ergebnisse über die Abschätzung der Lebensqualitätseffekte bei den Probanden. Die dargelegten Szenarien, bei denen sie Auskunft darüber geben sollen, wie viel Lebenszeit sie bereit wären abzugeben, um im Gegenzug vollständige Lebensqualität zu erhalten, sind nicht identisch. Dies führt zu einer nur bedingten Vergleichbarkeit. Außerdem sind kleinere Veränderungen der Lebensqualität derzeit noch nicht messbar nachzuweisen. Daher könnte der QALY nicht korrekt berechnet sein und somit zur Verschleierung der tatsächlichen Präferenzen von Patienten führen.
Zur methodischen Kritik gehört auch, dass die Bewertung von QALYs in unterschiedlichen Patientenpopulationen aufgrund unterschiedlicher Präferenzen unterschiedlich ausfallen und sich zudem über die Zeit verändern kann.
Unter ethischen Gesichtspunkten wird kritisiert, dass QALYs weder Unterschiede zwischen Patienten noch deren situative Merkmale wie z. B. grundlegender Gesundheitsstatus oder Lebensphase berücksichtigen. Ein Nutzenzuwachs von 0,1 QALYs bei einem schwer erkrankten Patienten und einem nahezu gesunden Menschen – der bereits eine Lebensqualität von 0,9 QALYs aufweisen kann – wird gleichgesetzt. Nach dem Gesetz des abnehmenden Grenznutzens ist jedoch davon auszugehen, dass eine geringe Verbesserung des Gesundheitszustandes umso besser bewertet wird, je schlechter der Allgemeinzustand vorher war. Dieser Aspekt findet im QALY-Konzept keine Berücksichtigung.
Eine weitere grundlegende Kritik besteht darin, dass diese Art der Nutzenbewertung das Leben eines Menschen über das eines anderen stellt. Die Kritiker argumentieren, dass ein perfekter Gesundheitszustand ein Leben nicht unbedingt mehr oder weniger wertvoll macht. Man kann zum Beispiel nicht davon ausgehen, dass jemand, der im Rollstuhl sitzt nicht genauso oder glücklicher leben kann als jemand, der nicht auf einen Rollstuhl angewiesen ist und weniger Bedarf an Pflege hat. So besteht der Vorwurf der Diskriminierung von Kranken oder auch Behinderten. Ältere Menschen werden aufgrund der Einbeziehung der Lebenserwartung in die QALY-Berechnung ebenfalls benachteiligt. Sie können wegen ihres fortgeschrittenen Lebensalters nur weniger QALYs hinzugewinnen als Jüngere.
Dennoch gilt das QALY trotz dieser Kritikpunkte angesichts des Mangels an robusten Alternativen immer noch als das am besten geeignete, verfügbare methodische Instrument für Kosten-Nutzwert-Analysen.